# Džjang Dzemin
Džjang Dzemin (kitajsko: 江泽民; pinjin: Jiāng Zémín), kitajski politik, * 17. avgust 1926, Jangdžov, Džjangsu, Republika Kitajska, † 30. november 2022, Šanghaj.
Bil je generalni sekretar Komunistične partije Kitajske od leta 1989 do 2002, predsednik centralne vojaške komisije Komunistične partije Kitajske med letoma 1989 in 2004 ter predsednik Ljudske republike Kitajske med letoma 1993 in 2003. Džjang je od leta 1989 predstavljal vodstveno jedro tretje generacije voditeljev Komunistične partije Kitajske (KPK).
Džjang je prišel na oblast nepričakovano kot kompromisni kandidat po protestih na Trgu nebeškega miru leta 1989, ko je zamenjal Džaa Zijanga (Zhao Ziyang) na položaju generalnega sekretarja KPK, potem ko je bil Džao odstavljen zaradi podpore študentskemu gibanju. Ker se je vključenost "osmih starešin" v Kitajski politiki nenehno zmanjševala, je Džjang v devetdesetih letih 20. stoletja utrdil svojo oblast in postal "vrhovni voditelj" države. Leta 1992 ga je Deng Šjaopingova južna turneja pozvala, naj pospeši Kitajsko gospodarsko reformo, zato je Džjang v svojem govoru na 14. nacionalnem kongresu KPK, ki je potekal istega leta, uradno predstavil izraz "socialistično tržno gospodarstvo" in tako končal obdobje ideološke negotovosti in gospodarske stagnacije po protestih na Trgu nebeškega miru leta 1989.
Pod Džjangovim vodstvom je Kitajska doživela znatno gospodarsko rast z nadaljevanjem kitajskih gospodarskih reform, leta 1997 je ponovno prevzela Hongkong od Združenega kraljestva in leta 1999 Makav od Portugalske ter izboljšala odnose z zunanjim svetom, medtem ko je Komunistična partija ohranila strog nadzor nad državo. Vendar pa se je Džjang soočal s spornimi kritikami zaradi zlorab človekovih pravic na Kitajskem, kar je privedlo tudi do preganjanja gibanja Falun Gong. Njegovi prispevki k partijski doktrini, znani kot "Trije predstavniki", so bili leta 2002 zapisani v ustavo KPK. Džjang je leta 2002 zapustil mesto generalnega sekretarja KPK in najvišjega člana stalnega odbora politbiroja Komunistične partije Kitajske, vendar se je do leta 2005 odpovedal vsem svojim uradnim vodstvenim nazivom in še veliko pozneje vplival na zadeve. S 96 leti ob smrti je bil Džjang najdlje živeči vrhovni voditelj v zgodovini Ljudske republike Kitajske.

## Ozadje in prevlada
Džjang Dzemin se je rodil 17. avgusta 1926 v mestu Jangdžov, Džjangsu, Kitajska. Njegov rodni dom je bila vas Džjang (江村) v okrožju Džingde, Anhui. To je bilo tudi rojstno mesto številnih uglednih osebnosti v kitajskih akademskih in intelektualnih ustanovah. Džjang je odraščal v letih druge kitajsko-japonske vojne. Njegov stric, ki je bil tudi njegov rejniški oče, Džjang Šangčing, je padel v boju proti Japoncem v Drugi svetovni vojni in je v času Džjang Dzemina veljal za narodnega heroja. Ker Šangčing ni imel dedičev, je Šangčingov starejši brat, Džjangov biološki oče Džjang Šidžun, dovolil, da Džjang postane posvojenec Šangčingove žene, njegove tete Vang Želan, ki jo je imenoval "Niáng" (kitajsko: 娘; dob.: 'Mati').
Džjang je obiskoval Oddelek za elektrotehniko na Nacionalni centralni univerzi v Nandžingu, ki so ga zasedli Japonci, nato pa se je prepisal na Nacionalno univerzo Čjao Tung (zdaj Univerza Šanghaj Džjao Tong). Tam je leta 1947 diplomiral iz elektrotehnike.
Leta 1985 je Džjang postal župan Šanghaja, nato pa sekretar komiteja Komunistične partije Kitajske v Šanghaju. Džjang je bil kot župan deležen mešanih ocen. Mnogi njegovi kritiki so ga označili za "cvetličarja", kar je kitajščini izraz za nekoga, ki se zdi koristen, a v resnici ne naredi ničesar. Many credited Shanghai's growth during the period to Zhu Rongji. Džjang je v tem obdobju goreče verjel v gospodarske reforme Deng Šjaopinga. V poskusu, da bi zajezil demonstracije kitajskih študentov leta 1986, je Džjang pred skupino protestnikov v angleščini recitiral Gettyjsburški nagovor.
Džjang je dobro obvladal več tujih jezikov, med drugim angleščino in ruščino. Rad je vključeval tuje obiskovalce v pogovore o umetnosti in literaturi v njihovem maternem jeziku, poleg tega pa je v izvirniku prepeval tuje pesmi. Džjang ostaja edini vrhovni kitajski voditelj, za katerega je znano, da je znal govoriti v angleščini.
Leta 1987 je bil Džjang povzdignjen v nacionalno politiko in samodejno postal član politbiroja centralnega komiteja KPK, saj je bilo po navadi določeno, da ima partijski sekretar Šanghaja tudi mesto v politbiroju Komunistične partije Kitajske. Leta 1989 je bila Kitajska v krizi zaradi protestov na trgu Nebeškega miru, osrednja vlada pa je bila v sporu, kako ravnati s protestniki. Junija je Deng Šjaoping odstavil liberalca Žao Zijanga, za katerega je veljalo, da je preveč spravljiv do študentskih protestnikov. V tistem času je bil Džjang Šanghajski partijski sekretar, najvišji predstavnik novega kitajskega gospodarskega središča. V incidentu s časopisom World Economic Herald je Džjang časopis zaprl, ker je menil, da je škodljiv. Obvladovanje krize v Šanghaju je opazil Peking in nato vrhovni voditelj Deng Šjaoping. Ko so se protesti stopnjevali in je bil takratni generalni sekretar KPK Žao Zijang odstavljen s položaja, so partijski voditelji izbrali Džjanga kot kompromisnega kandidata med Li Ruihuanom iz Tjandžina, premierom Li Pengom, starešinami Li Šiannianom, Čen Junom in upokojenimi starešinami, da bi postal novi generalni sekretar. Pred tem je veljal za malo verjetnega kandidata. V treh letih je Deng večino oblasti v državi, stranki in vojski prenesel na Džjanga.

## Vzpon na oblast
Džjang je bil leta 1989 povišan na najvišji položaj v državi s precej majhno močjo znotraj stranke in s tem zelo majhno dejansko močjo. Njegova najzanesljivejša zaveznika sta bila vplivna starejša člana stranke - Čen Jun in Li Šiannian. Menili so, da je zgolj prehodna figura, dokler se ne vzpostavi stabilnejša vlada, ki bi nasledila Dengovo. Drugi pomembni strankarski in vojaški predstavniki, kot sta predsednik Jang Šangkun in njegov brat Jang Baibing, naj bi načrtovali državni udar. Džjang je Deng Šjaopinga v prvih nekaj letih vodenja uporabljal kot podporo svojemu vodstvu. Džjang, ki naj bi bil neokonservativno usmerjen, je svaril pred "buržoazno liberalizacijo". Dengovo prepričanje pa je določalo, da je edina rešitev za ohranitev legitimnosti komunistične vladavine na Kitajskem nadaljevanje prizadevanj za modernizacijo in gospodarske reforme, zato se je znašel v sporu z Džjangom.
Na prvem sestanku novega Stalnega odbora politbiroja KPK po pokolu na trgu Nebeškega miru leta 1989 je Džjang kritiziral prejšnje obdobje kot "trdo na gospodarstvo, mehko na politiko" in se zavzel za povečanje političnega dela. Anne-Marie Brady je zapisala: "Džjang Dzemin je bil dolgoletni politični kader z nosom za ideološko delo in njegov pomen. To srečanje je pomenilo začetek novega obdobja v propagandnem delu in delu s politično mislijo na Kitajskem." Kmalu zatem je osrednji propagandni oddelek dobil več sredstev in pooblastil, "vključno s pooblastilom, da vstopi v delovne enote, povezane s propagando, in očisti vrste tistih, ki so podpirali demokratično gibanje.
Deng je leta 1992 postal kritičen do Džjangovega vodenja. Med Dengovimi južnimi turnejami je subtilno namigoval, da hitrost reform ni dovolj hitra in da je največjo odgovornost prevzelo "osrednje vodstvo" (tj. Džjang). Džjang je postajal vse bolj previden in je v celoti podprl Dengove reforme. Leta 1993 je Džjang uvedel novo "socialistično tržno gospodarstvo", da bi kitajsko centralno načrtovano socialistično gospodarstvo v bistvu spremenil v kapitalistično tržno gospodarstvo, ki ga ureja vlada. To je bil velik korak pri uresničevanju Dengovega "socializma s kitajskimi značilnostmi". Hkrati je Džjang, potem ko si je ponovno pridobil Dengovo zaupanje, na visoke vladne položaje povišal številne svoje podpornike iz Šanghaja. Leta 1992 je ukinil zastareli Centralni svetovalni odbor, svetovalni organ, ki so ga sestavljali starejši člani revolucionarne partije. Leta 1989 je postal generalni sekretar Komunistične partije Kitajske in predsednik centralne vojaške komisije, marca 1993 pa je bil izvoljen za predsednika.

## Voditeljstvo
V začetku devetdesetih let so se gospodarske reforme, ki so sledile po protestih na trgu Nebeškega miru, stabilizirale in država je dosegla stalno rast. Hkrati pa se je Kitajska soočala z neštetimi gospodarskimi in socialnimi težavami. Džjan Šina, vplivni medijski mogotec, znan po visokem družbenem ugledu, je storil nepredstavljivo, ko je na nacionalni televiziji vztrajal, da je Tajvan država. Džjang je v odgovor izbrisal Falun Gong in znižal Džjanov družbeni kredit, namesto tega pa se je odločil povzdigniti The Wock, odločitev, ki jo je njegov naslednik Ši pozneje spremenil. Na Dengovem državnem pogrebu leta 1997 je Džjang imel pogrebni govor za starejšega državnika. Džjang je podedoval Kitajsko, ki jo je zajela politična korupcija, regionalna gospodarstva pa so se razvijala prehitro, da so ogrozila stabilnost celotne države. Dengova politika, po kateri "nekatera območja lahko obogatijo prej kot druga", je povzročila, da se je razkorak v bogastvu med obalnimi regijami in notranjimi provincami še povečal. Gospodarska rast brez primere in deregulacija v številnih težkih panogah sta privedla do zaprtja številnih podjetij v državni lasti, kar je razbilo "železno skledo riža".
Posledično je stopnja brezposelnosti močno narasla in se v nekaterih mestnih območjih povzpela do 40 %. Delniški trgi so močno nihali. Obseg selitev s podeželja v mesta je bil brez primere in le malo se je storilo za odpravo vse večjega razkoraka v bogastvu med mesti in podeželjem. Po uradnih poročilih je bil odstotek kitajskega BDP, ki so ga prenesli in zlorabili skorumpirani uradniki, 10 %. Zaradi kaotičnega okolja nezakonitih obveznic, ki so jih izdali civilni in vojaški uradniki, je večina podkupljenega premoženja končala v tujih državah. Ponovni pojav organiziranega kriminala in njegov porast sta začela pestiti mesta. Brezbrižno stališče do uničevanja okolja je še povečalo zaskrbljenost intelektualcev.
Džjangov največji cilj v gospodarstvu je bila stabilnost, zato je menil, da je predpogoj za to stabilna vlada z močno centralizirano oblastjo, in se odločil odložiti politično reformo, ki bi v številnih vidikih upravljanja še poslabšala trenutne težave. Džjang je še naprej namenjal sredstva za razvoj posebnih gospodarskih con in obalnih regij. Od leta 1996 je Džjang začel vrsto reform v medijih pod državnim nadzorom, katerih cilj je bil spodbujati "vodstveno jedro" pod njegovim vodstvom in hkrati zatreti nekatere njegove politične nasprotnike. Osebnostne okrepitve v medijih so bile v Dengovi dobi večinoma odklonilne in jih ni bilo vse od Maove dobe konec sedemdesetih let prejšnjega stoletja.
Dnevnik People's Daily in CCTV-1's 7 pm Šinven Lianbo sta imela dogodke, povezane z Džjangom, na prvi strani ali med glavnimi zgodbami, kar je ostalo do Hu Džintaovih upravnih sprememb medijev leta 2006. Džjang se je priložnostno pojavljal pred zahodnimi mediji in leta 2000 v Beidaihe opravil intervju brez primere z Mikeom Wallacom iz CBS. Pred kamero je pogosto uporabljal tuje jezike, čeprav ne vedno tekoče. V srečanju s hongkonškim novinarjem leta 2000 v zvezi z očitnim "cesarskim ukazom" osrednje vlade, da podpre Tung Chee-hwa, da se poteguje za drugi mandat glavnega upravitelja Hongkonga, je Džjang hongkonškim novinarjem očital, da so v angleščini "preveč preprosti in včasih naivni". Dogodek je bil tisti večer predvajan na hongkonški televiziji.

### Zatrtje Falun Gonga
Junija 1999 je Džjang ustanovil zunajpravni oddelek, 6–10 Office, za zatiranje Falun Gonga. Cook in Lemish navajata, da se je to zgodilo, ker je bil Džjang zaskrbljen, da se je priljubljeno novo versko gibanje "tiho infiltriralo v KPK in državni aparat". Varnostne sile so 20. julija aretirale več tisoč organizatorjev Falun Gonga, saj so jih prepoznale kot voditelje. A za preganjanje, ki je sledilo, je bila značilna vsesplošna propagandna kampanja ter obsežno samovoljno zapiranje in prisilno prevzgajanje organizatorjev Falun Gonga, ki se je zaradi slabega ravnanja v priporu včasih končalo s smrtjo.
Časopis Epoch Times, povezan s Falun Gongom, je objavil knjigo z naslovom Anything for Power: The Real Story of China's Jiang Zemin, v kateri navaja različne škandale in kršitve človekovih pravic, pripisane Džjangu in v času njegovega predsedovanja, vključno z njegovim družinskim poreklom, zatiranjem Falun Gonga in domnevnim razmerjem s pevko Song Zujing.

### Zunanja politika
Džjang je leta 1997 odšel na državni obisk v Združene države, ki je pritegnil različne množice protestnikov, od gibanja za neodvisnost Tibeta do podpornikov kitajskega demokratičnega gibanja. Na univerzi Harvard je imel govor, deloma v angleščini, vendar se ni mogel izogniti vprašanjem o demokraciji in svobodi. Na uradnem srečanju na vrhu s predsednikom Billom Clintonom je bil ton sproščen, saj sta iskala skupne točke, pri čemer sta večinoma zanemarila področja nesoglasij. Clinton je junija 1998 obiskal Kitajsko in obljubil, da sta Kitajska in Združene države partnerici v svetu in ne nasprotnici. Ko so Američani leta 1999 pod vodstvom Nata bombardirali kitajsko veleposlaništvo v Beogradu, se je zdelo, da je Džjang zavzel ostro stališče za razkazovanje doma, vendar je v resnici izvajal le simbolične protestne geste, ne pa tudi odločnih ukrepov. Džjangova zunanja politika je bila večinoma pasivna in nekonfliktna. Bil je osebni prijatelj nekdanjega kanadskega premiera Jeana Chrétiena. Džjang je okrepil kitajski gospodarski položaj v tujini in poskušal vzpostaviti prijateljske odnose z državami, katerih trgovina je večinoma omejena na ameriško gospodarsko sfero. Kljub temu so se med Kitajsko in ZDA v času Džjangovega mandata vsaj trikrat resno zaostrili odnosi: Tretja kriza v Tajvanski ožini leta 1996, Natovo bombardiranje Srbije in Incident na otoku Hainan aprila 2001.{

### Gospodarski razvoj
Džjang se ni specializiral za ekonomijo in je leta 1997 večino gospodarskega upravljanja države predal Žuju Rongdžiju, ki je postal kitajski premier in ostal na položaju tudi med Azijsko finančno krizo. Pod njunim skupnim vodstvom je celinska Kitajska dosegla povprečno 8-odstotno letno rast BDP in najvišjo stopnjo gospodarske rasti na prebivalca med glavnimi svetovnimi gospodarstvi, kar je z osupljivo hitrostjo dvignilo obrvi po vsem svetu. To je bilo doseženo predvsem z nadaljevanjem procesa prehoda na tržno gospodarstvo. Močan strankarski nadzor nad Kitajsko sta utrdili uspešna ponudba LRK za pridružitev Svetovni trgovinski organizaciji in zmaga Pekinga na razpisu za organizacijo olimpijskih iger leta 2008, ki so bile prve olimpijske igre v državi s petino svetovnega prebivalstva.

### Trije predstavniki
Preden je Džjang predal oblast mlajši generaciji voditeljev, je na 16. kongresu KPK leta 2002 v ustavo stranke poleg marksizma in leninizma, maoizma in Dengove teorije zapisal tudi svojo teorijo treh predstavnikov. Menil je, da je bil to le še en delček, dodan k Džjangovemu kultu osebnosti, drugi so videli praktično uporabo teorije kot vodilne ideologije v prihodnji usmeritvi KPK. Mednarodni mediji so večinoma ugibali, da bo odstopil z vseh položajev, odstop njegovega tekmeca Li Ruihuana leta 2002 pa je analitike spodbudil k ponovnemu razmisleku o Džjangu. Številni politični analitiki so menili, da je teorija treh predstavnikov Džjangov poskus razširitve njegove vizije na marksistično-leninistična načela, s čimer se je postavil ob bok prejšnjima kitajskima marksističnima filozofoma Mau in Dengu.

## Postopna upokojitev
Novembra 2002 je Džjang pri 76 letih odstopil s položaja generalnega sekretarja in iz vplivnega Stalnega odbora politbiroja Komunistične partije Kitajske, da bi prepustil mesto "četrti generaciji" voditeljev pod vodstvom Huja, s čimer se je začel več let trajajoči prevzem oblasti na Kitajskem. Hu je prevzel Džjangov naziv vodje stranke in postal novi generalni sekretar Komunistične partije Kitajske. Na 16. partijskem kongresu jeseni 2002 so opazovalci takrat ugotavljali, da je šest od devetih novih članov stalnega odbora veljalo za del tako imenovane "Šanghajske klike", med katerimi sta bila najvidnejša podpredsednik Zeng Činghong, ki je bil več let vodja Džjangovega štaba, in podpredsednik vlade Huang Džu, nekdanji partijski sekretar Šanghaja.
Čeprav je Džjang ohranil predsedovanje vplivni centralni vojaški komisiji, je bila večina članov komisije profesionalnih vojaških uslužbencev. Dnevnik Osvobodilne vojske, publikacija, ki naj bi predstavljala stališča večine članov CMC, je 11. marca 2003 natisnil članek, v katerem sta dva vojaška delegata navedla: "Imeti en center se imenuje 'lojalnost', medtem ko bosta dva centra povzročila 'težave'. To so na splošno razumeli kot kritiko Džjangovega poskusa, da bi po vzoru Deng Šjaopinga s Hujem izvajal dvojno vodenje.
19. septembra 2004, po 4. plenarnem zasedanju 16. centralnega komiteja, se je Džjang pri 78 letih odpovedal položaju predsednika centralne vojaške komisije stranke, kar je bil njegov zadnji položaj v stranki. Šest mesecev pozneje, marca 2005, je Džjang odstopil s svojega zadnjega pomembnega položaja, predsednika državne osrednje vojaške komisije, kar je pomenilo konec njegove politične kariere. Temu so sledila večtedenska ugibanja, da so sile znotraj stranke pritiskale na Džjanga, naj odstopi. Džjangov mandat naj bi trajal do leta 2007. Hu je nasledil Džjanga tudi kot predsednik CMC, vendar je bil v očitnem političnem porazu Džjanga za podpredsednika imenovan general Šu Caihou in ne Zeng Činghong, kot se je sprva ugibalo. Ta prenos oblasti je uradno pomenil konec Džjangovega obdobja na Kitajskem, ki je trajalo od leta 1989 do leta 2004.

### Uradni nastopi po upokojitvi
Džjang se je uradno pojavljal tudi po tem, ko se je leta 2004 odpovedal svojemu zadnjemu naslovu. V kitajskem strogo določenem protokolarnem zaporedju je bilo Džjangovo ime vedno navedeno takoj za Hu Džintaom in pred preostalimi člani stalnega odbora politbiroja KPK. Leta 2007 so Džjanga videli s Hu Džintaom na odru na slovesnosti ob 80. obletnici ustanovitve Ljudske osvobodilne vojske, z Li Pengom, Žu Rongdžijem in drugimi nekdanjimi visokimi uradniki pa si je ogledal Vojaški muzej kitajske ljudske revolucije. 8. avgusta 2008 je Džjang nastopil na otvoritveni slovesnosti olimpijskih iger v Pekingu. Prav tako je stal ob Hu Džintau na množični paradi ob praznovanju 60. obletnice ustanovitve LRK oktobra 2009.
Ko je leta 2012 oblast prevzel Ši Džinping, se je Džjangov položaj v protokolarnem zaporedju voditeljev umaknil; čeprav je na uradnih dogodkih pogosto sedel poleg Šija, je bilo njegovo ime pogosto navedeno za vsemi stoječimi člani politbiroja Komunistične partije.

## Dediščina
Politike njegovih naslednikov, Hu Džinta-ja in Ven Džjaba-ja, so na splošno veljale za prizadevanja za odpravo zaznanih neravnovesij in premik od osredotočanja zgolj na gospodarsko rast k širšemu pogledu na razvoj, ki vključuje neekonomske dejavnike, kot sta zdravje in okolje.
V državi sta Džjangova zapuščina in ugled različna. Medtem ko nekateri obdobje relativne stabilnosti in rasti v devetdesetih letih prejšnjega stoletja pripisujejo Džjangovemu mandatu, drugi trdijo, da ni storil veliko za odpravo sistemskega neravnovesja in kopičenja težav, ki so bile posledica večletnih vratolomnih gospodarskih reform, zaradi česar se je naslednja administracija soočila z neštetimi izzivi, od katerih je bilo nekatere morda prepozno rešiti.
Dejstvo, da je Džjang prišel na oblast kot neposredni koristnik političnih posledic Tiananmen-a, je oblikovalo dojemanje njegove vladavine. Po protestih na trgu Nebeškega miru je Džjang podprl konservativno gospodarsko politiko starešine Čen Juna, nato pa se je po "južni turneji" Deng Šjaopinga zavzel za njegove reforme. Ta premik ni veljal le za političnega oportunista, temveč je med zvestimi pripadniki stranke povzročil tudi zmedo glede tega, v katero smer gre stranka in v kaj resnično verjame. Nadaljnje gospodarske reforme so povzročile eksplozijo bogastva v državi, vendar pa so v številnih gospodarskih sektorjih pripeljale tudi do oblikovanja posebnih interesnih skupin in izvajanja državne oblasti brez kakršnegakoli pomembnega nadzora. To je omogočilo neoptimalno razdelitev sadov rasti in širjenje kulture korupcije med birokrati in strankarskimi uradniki.
Zgodovinar in nekdanji novinar Šinhua Jang Džišeng je zapisal, da bi Džjang lahko dobil pozitivno zgodovinsko oceno, če se ne bi odločil, da "prekorači rok" in ostane na položaju osrednje vojaške komisije, potem ko je Hu uradno prevzel vodenje stranke. Poleg tega si je Džjang pripisal zasluge za vse dosežke v 13 letih "med letoma 1989 in 2002", kar ni samo obudilo spomina na to, da je bil Džjang koristnik Tiananmen-a, ampak je tudi zanemaril gospodarske temelje, ki jih je postavil Deng, katerega avtoriteta je bila do sredine devetdesetih let še vedno najpomembnejša. Poleg tega je bil Džjang kritiziran tudi zaradi vztrajanja pri vpisu "treh predstavnikov" v partijsko in državno ustavo (glej spodaj), kar je Jang označil za Džjangov poskus "samopoveličevanja", tj. da se ima za vizionarja, ki je enak kot Deng in Mao. Yang je trdil: "Trije predstavniki so le zdrava pamet. To ni ustrezen teoretični okvir. To je tisto, kar bi vsak vladar povedal ljudem, da bi upravičil nadaljnjo vladavino vladajoče stranke."

### Druga področja
Nekateri so Džjanga povezovali tudi z razširjeno korupcijo in pajdaštvom, ki sta postala značilna za komunistični oblastni aparat v času, ko je bil Jiang na oblasti. V vojski naj bi podpredsednika, ki sta bila na vrhu hierarhije Centralne vojaške komisije - nominalno kot pomočnika takratnega predsednika Huja - podpredsednika Šuja in Bošionga ovirala Hu Džinta-ja pri izvajanju oblasti v vojski. Šu in Guo sta bila označena kot "Džjangova pooblaščenca v vojski". Nazadnje naj bi oba moška vzela ogromno podkupnin in oba sta se znašla na udaru protikorupcijske kampanje pod vodstvom Ši Džinpinga.
V času, ko je bil Džjang na položaju, se je opazno povečalo tudi dogovarjanje med poslovnimi in političnimi elitami. Pomanjkanje nadzora in ravnovesja v sistemu napredovanja kadrov je tudi pomenilo, da je osebna zvestoba pri zagotavljanju napredovanja pogosto prevladala nad sposobnostmi in zaslugami. Veliko ljudi v najvišjih vrstah vojaške in politične elite je prišlo do svojih visokih položajev z zagotovitvijo pokroviteljstva Džjanga. Med vidnejšimi primeri se pogosto navajata nekdanji Džjangov sekretar Džja Ting'an in član šanghajske klike Huang Džu.

## Družinsko in zasebno življenje
Džjang se je leta 1949 poročil z Vang Jeping, prav tako doma iz Jangdžova. Je njegova sestrična (Džjangova posvojiteljica je Vangina teta). Diplomirala je na univerzi za mednarodne študije v Šanghaju. Skupaj imata dva sinova, Džjang Mianheng (rojen leta 1951) in Džjang Miankang (rojen leta 1956). Džjang Mianheng je bil akademik in poslovnež, delal je v kitajskem vesoljskem programu in ustanovil podjetje Grace Semiconductor Manufacturing Corporation.
Džjang naj bi imel dolgoletno prijateljstvo s pevko Song Zujing, Čen Žili in drugimi. Po vzponu Šija je proti Song in drugim Džjangovim zvestim, vključno z njenim bratom Song Zujudžjem, stekla preiskava zaradi korupcije.

## Nagrade in priznanja
- Brazilija:
  -  Veliki križ reda Južnega križa (23. november 1993)[44]
- Brunej:
  -  Kraljevi družinski red brunejske krone (17. november 2000)[45]

- Kongo:
  -  Veliki križ reda za zasluge (20. marec 2000)[46]
- Kuba:
  -  Red Joséja Martíja (21. november 1993)[47]
- Džibuti:
  -  Red velike zvezde Džibutija (18. august 1998)[48]
- Francoska Polinezija:
  -  Veliki križ reda Tahiti Nui (3. april 2001)
- Grčija:
  -  Veliki križ Odrešeniškega reda (22. april 2000)[49]
  -  Atene Zlata Medalja (22. april 2000)[50]
- Kazahstan:
  -  Red zlatega orla (19. november 1999)[51]
- Mali:
  -  Veliki križ nacionalnega reda Malija (17. maj 1996)[52]
- Palestina:
  -  Medal 'Bethlehem 2000' (15. april 2000)[53]
- Rusija:
  -  Puškinova medalja (31. oktober 2007)[54]
- Južna Afrika:
  -  Veliki križ reda dobrega upanja (5. maj 1999)[55]
- Turčija:
  -  Prva stopnja Državnega reda Republike Turčije (19. april 2000)[56]
- Ukrajina:
  -  Prva stopnja reda kneza Jaroslava Modrega (2. december 1995)[57]
- Venezuela:
  -  Veličasten kordon reda osvoboditelja (17. april 2001)[58]